# Uraz (Poméranie-Occidentale)
Pour les articles homonymes, voir Uraz.
Uraz est une localité polonaise de la gmina mixte de Złocieniec, située dans le powiat de Drawsko en voïvodie de Poméranie-Occidentale. Elle se trouve à environ 15 km à l'est de la ville de Drawsko Pomorskie et 96 km à l'est de Szczecin, la capitale régionale. 

## Géographie

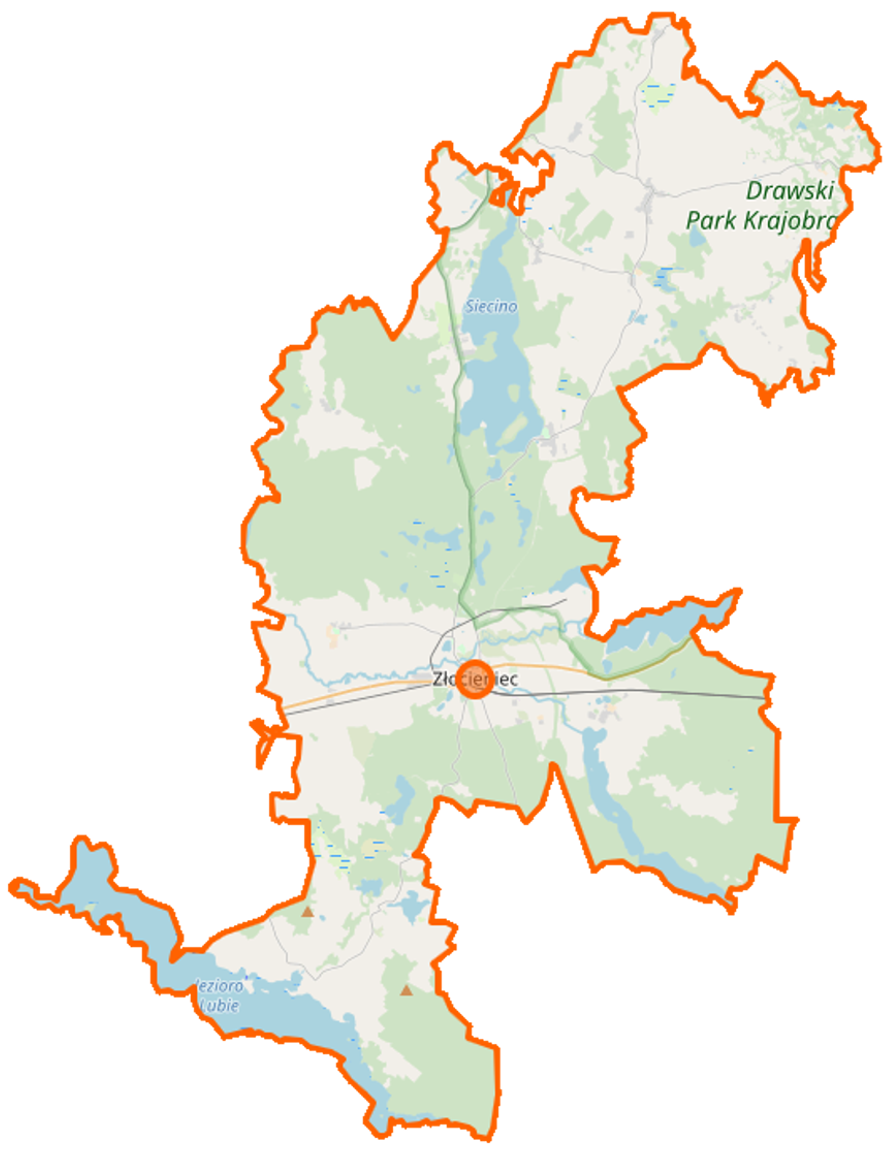
Carte de la gmina de Złocieniec.